# Баба Фигани Ширази
Баба́ Фигани́ Ширази́ по прозвищу Малый Хафиз (вторая половина XV века — 1516 или 1519) — персидский поэт-лирик тимуридского Хорасана, писавший на персидском языке.
Родился в Ширазе в бедной семье (его отец был ножевщиком). Добился должности придворного поэта в Хорасане — работал при дворе Хусейна Байкары (1459—1506), а после его смерти — султана Якуб-бека Ак-Коюнлу (ум. 1519), получил почётное звание «отец поэтов» (бабаие шуара).
После взятия Тебриза в 1516 году османами Фегани переселился в Абивард, где стал вести разгульную жизнь, а перед смертью посетил Мешхед, где покаялся в грехах перед гробницей имама Резы.
Сохранился диван его стихов. На русский язык отдельные стихи перевёл В. Тардов

### Издания текстов
- Les perles de la couronne, choix de poesies de Baba Feghani. — P., 1903.
- Тардов В. Вечерний свет. М., 1907.

### О поэте
- Крымский А. История Персии, её литературы и дервишской теософии. Т. 3. М., 1914-17. С. 126-27.